# 夏威夷州國會選區

自2013年以来夏威夷州国会选区划分

夏威夷州在美国国会众议员拥有两个席位。

## 历史
在夏威夷州建州之前，夏威夷領地只有一个没有投票权的国会代表。从建州到1963年，夏威夷州只有一个国会众议员席位。从1963年至1971年，夏威夷州拥有两个国会众议员席位，但是均从单一选区选出。直到1971年至今，夏威夷州才拥有两个国会选区。

## 当前选区和代表
| 选区 | 代表                     | 党派   | CPVI | 在任时间         | 选区地图 |
| ---- | ------------------------ | ------ | ---- | ---------------- | -------- |
| 第1  | 埃德·凯斯 （D–卡内奥赫） | 民主党 | D+14 | 2019年1月3日至今 |          |
| 第2  | 凯·卡赫勒 （D–希洛）     | 民主党 | D+15 | 2021年1月3日至今 |          |

### 第一国会选区
第一国会选区面积很小，但是人口密度却非常大。该选区涵盖了檀香山市縣，包括檀香山的市中心地带。该选区在2016至2019年间由日裔民主党成员花房若子担任国会代表，随后她转而去参选夏威夷州州长，但以失败告终。在她之前，同为日裔民主党人的高井大关担任该选区众议员，他于2015年上任，直到2016年逝世。随后，花房若子于2016年11月8日在一场特别选举中成功当选众议员。
埃德·凯斯于2018年成功当选该选区众议员，随后于2019年上任。

### 第二国会选区
第二选区涵盖了除该州第一选区外的其他部分，包括瓦胡岛的北部和西部，以及该州的其他岛屿。整个选区的跨度为331英里（533），包括历史上以菠萝和甘蔗种植园为起源的小城镇。2013年至2020年间，由图尔西·加巴德担任该选区众议员。
凯·卡赫勒于2020年当选，并于2021年上任。

## 历史上的选区划分
以下是夏威夷州历史上的选区划分，按时间顺序排列。
| 年份       | 选区划分地图 |
| ---------- | ------------ |
| 1973–1982  |              |
| 1983–1984  |              |
| 1985–1992  |              |
| 1993–2002  |              |
| 2003–2013  |              |
| 2013年至今 |              |